# Charles de Lannoy

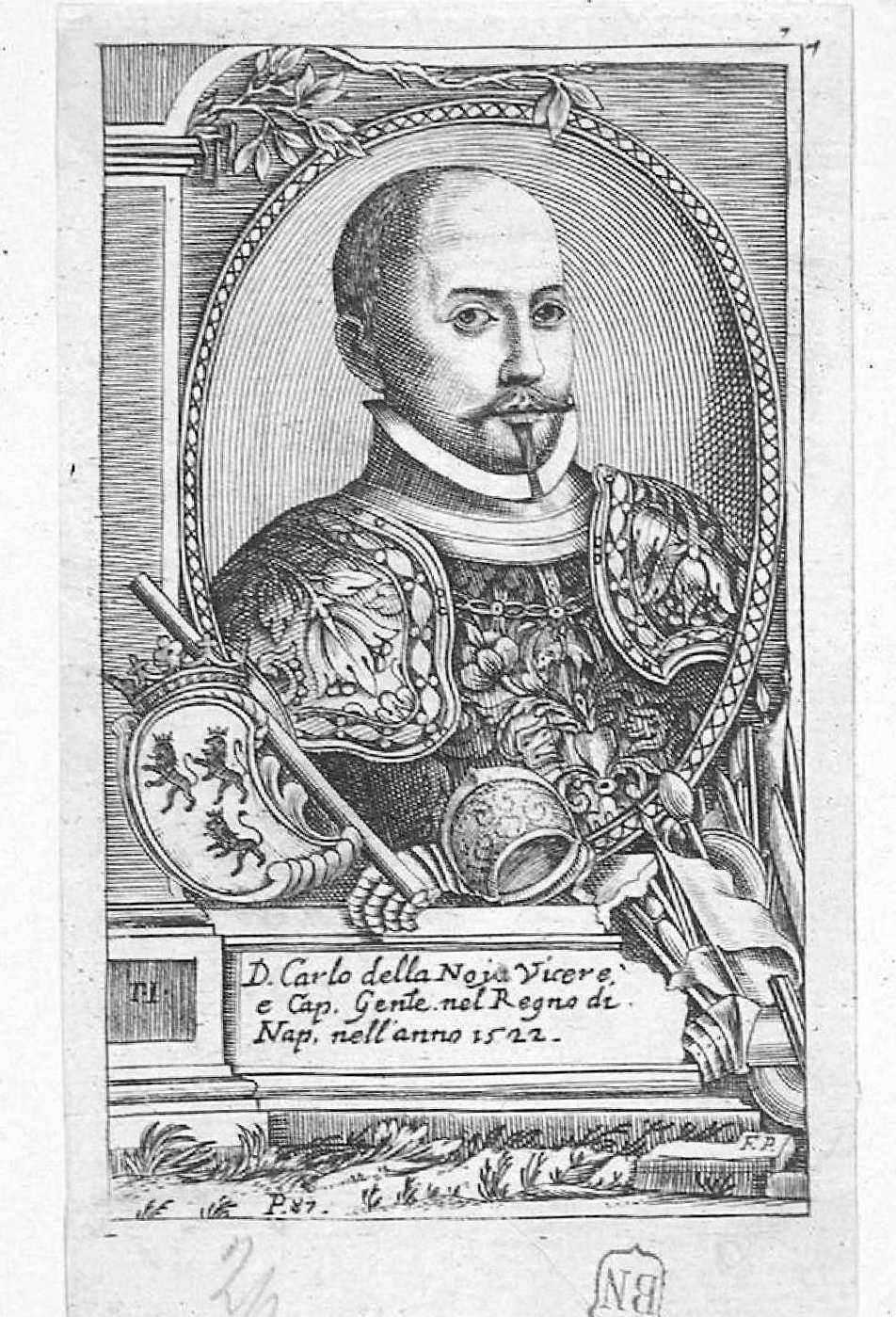
Charles de Lannoy

Charles de Lannoy (seit 1526 Fürst von Sulmona) (* um 1487; † 23. September 1527 in Gaeta) war seit Maximilian I. kaiserlicher Offizier. Er war Vertrauter von Karl V. und seit 1523 Oberkommandierender in Italien sowie Vizekönig des Königreichs Neapel.

## Leben
Charles de Lannoy stammte aus dem flämischen Adelsgeschlecht Lannoy. Er hat bereits unter Kaiser Maximilian I. in kaiserlichen Kriegsdiensten gestanden und hat sich in verschiedenen Feldzügen ausgezeichnet. Er wurde Gouverneur von Tournai. Dieses Amt hat er so umsichtig ausgefüllt, dass er 1516 in den Orden vom Goldenen Vlies aufgenommen wurde. Er gehörte auch nach dem Herrschaftsantritt von Karl V. dem Staatsrat im Rang eines Großmeisters an. Zu Anfang von dessen Regierung stand er neben Guillaume II. de Croÿ dem Kaiser besonders nahe. Insbesondere in militärischen Dingen vertraute er Lannoy. Der Kaiser ernannte ihn 1522 zum Vizekönig von Neapel.

Haus Lannoy

Im Jahr 1523 übernahm er den Oberbefehl als Großmarschall über die Truppen Karl V. in Oberitalien während des Krieges gegen Franz I. Er kommandierte in der Schlacht bei Sesia und bei der Belagerung von Marseille im Jahr 1524. Inzwischen waren die Franzosen zur Gegenoffensive übergegangen und belagerten Pavia. Lannoy marschierte mit starken Kavallerieeinheiten aus Neapel zur Rettung der Stadt herbei. In der Nähe von Pavia vereinigte sich Lannoy mit den beiden anderen kaiserlichen Befehlshabern Fernando Francesco d’Avalos di Pescara und Charles III. de Bourbon-Montpensier. Besonders sorgte er dafür, die kaiserlichen Truppen zu besolden. Dafür verpfändete er die Einkünfte Neapels. Es kam 1525 zur Schlacht von Pavia. Die Franzosen griffen die Kaiserlichen an und diese wurden zurückgedrängt. Es gelang Lannoy durch ein geschicktes Manöver, die Franzosen zwischen seine Truppen und ihre eigene Artillerie zu bringen. Damit hatte er die Wende herbeigeführt und die Kaiserlichen schlugen den Gegner vernichtend. Franz I., der selbst in der Schlacht mitkämpfte, ergab er sich Lannoy. Danach bedrängte Lannoy den Kaiser nach Italien zu kommen, um von dort aus den Sieg politisch auszunutzen. Dazu kam es nicht. In der Frage, wie man mit dem König verfahren sollte, kam es zu heftigen Auseinandersetzungen zwischen den kaiserlichen Ratgebern, insbesondere zwischen Mercurino Arborio di Gattinara und Lannoy. Letzterer setzte auf einen ehrenvollen Frieden. Gegen den Willen der anderen Heerführer und Gattinaras brachte er den gefangenen französischen König nach Spanien. Zum Dank für seine Dienste schenkte Karl V. Lannoy das Fürstentum Sulmona, die Grafschaft Asti und eine Reihe von Besitzungen in den Spanischen Niederlanden.
Nachdem Franz I. den Friede von Madrid unterzeichnet hatte, wurde er freigelassen. Allerdings tat er nichts, um die Friedensbedingungen umzusetzen. Daraufhin wurde Lannoy nach Paris entsandt. Ihm wurde mitgeteilt, dass der König sich nicht an den Vertrag gebunden fühlte. Daraufhin wurde die Liga von Cognac zwischen Frankreich, dem Papst, Venedig und anderen italienischen Staaten geschlossen. Damit begann der Krieg erneut und Lannoy begab sich mit 6000 Mann auf den italienischen Kriegsschauplatz. Er führte mit dem Papst bis zum Frühjahr 1527 Verhandlungen und beide Seiten schlossen einen Waffenstillstand ab. Aber dies konnte nicht mehr verhindern, dass eine kaiserliche Armee nach Rom zog, die Stadt eroberte und während des Sacco di Roma plünderte. Er starb im selben Jahr an der Pest in Neapel.